# 摹状词理论
摹状词理论（theory of descriptions 或 Russell's Theory of Descriptions，简称RTD）是数理逻辑、语言哲学和分析哲学上的一个极重要的理论，被誉为分析哲学的典范。运用这个理论可以将日常语言中的描述语（摹状词）进行改写，得到数理逻辑的形式，从而避免一些日常语言中可能出现的逻辑悖论。该理论的最早阐发是由伯特兰·罗素（Bertrand Russell）在1905年的一篇论文《论指称》中完成的。
摹状词理论要解决的问题可以大致总结为：
- 虚拟事物的存在问题
- 同一律失效的问题
- 排中律失效的问题

虚拟事物的存在问题以「金山难题」为代表。「金山」是否存在？罗素、以及当时的很多哲学家都认为一个句子的主词（所指的对象）一定是存在的，如果它不存在那我们就无从提及它。所以说「某物不存在」必然是假的或无意义的。提及某物就表明某物存在。然而，金山又的确不存在于现实世界中。罗素不满意奥地利哲学家梅农（Alexius Meinong）赋予这些虚拟事物一定程度的「存在」的解决方案，提出对专名（专有称谓，proper name）和摹状词的区分。金山不是专名，而是摹状词，它可以转写为「一个具有『金』和『山』两种属性的x」，将「金山」从主词的位置转移到描述语的位置。「圆的方」（the round square）、「当今法国国王」（the present King of France）这些不存在指称对象的词都可以用摹状词理论转写从而避免赋予它们「存在」意义。罗素在《论指称》中还写道，太阳神「阿波罗」（Apollo）也可以用古典文学辞典上的释义作为摹状词进行改写。
同一律的问题是这样的。罗素的例句是「司各脱是《威弗利》的作者」（Scott is the author of 《Waverley》）。由此，「司各脱」和「《威弗利》的作者」应该是具有同一性的。既然满足同一性，那么就应该可以相互代换而不改变意义。于是「司各脱是《威弗利》的作者」就变成了「司各脱是司各脱」。但很显然这两句话不是同一个意思，前者是有具体意义、需要经验证实的，后者只是同义反复、不需要经验证实。罗素的办法仍然是将专名和摹状词区分开来，这里以「the ...」形式出现的是限定摹状词（definite descriptions），它与非限定摹状词（indefinite descriptions）的区别在于它指向一个唯一的个体（也可能不指任何个体）。以「司各脱《威弗利》的作者」为例，它可以转写为：存在一个x，①x写了《威弗利》；②对任意一个y，如果y写了《威弗利》，那么y就是x；③x是司各脱。
排中律是说：如果A不是真的，那么A就是假的；反之亦然；不能既不真也不假。然而对「当今法国国王是秃头」（the present King of France is bald）这个句子来说，它既不是真的（是秃头），也不是假的（不是秃头）。因为没有当今法国国王，主词不存在。罗素将这个句子转写为：存在一个x，①x是当今法国国王；②对任意一个y，如果y是当今法国国王，那么y就是x；③x是秃头。于是可以写出这样一个数理逻辑形式：「∃x[(Kx & ∀y(Ky → x=y)) & Bx]」（谓词K表示「是当今法国国王」，B表示「是秃头」）。对这个逻辑形式来说就没有排中律失效的问题。
对罗素的摹状词理论提出批评的有斯特劳森（P. F. Strawson）、Keith Donnellan 等人。斯特劳森主要从日常语言分析的视角提出了批评，认为「当今法国国王是秃头」这个句子就是既不真也不假的，因为这个句子并不断言任何存在，“当今法国国王”只是起到了指涉的作用。又因为当今法国国王并不存在，所以这个短语并不能指涉任何东西，因此这个句子也就既不真也不假了。 
实用主义者也对此提出了异议，认为尽管根据罗素的分析这个句子本身不是真的，但是说出这个句子的行为向听者传达了真实的信息。

## 批評

### 斯特勞森
斯特勞森認為，當人們說出「賓州現任皇帝是灰色的」這樣的句子時，拉塞爾未能正確表達其含義。斯特勞森認為，這句話與「沒有人是賓州現任皇帝」並不矛盾，因為前一句不包含存在主義斷言，而是試圖使用「賓州現任皇帝」作為指稱（或指示）短語。由於肯塔基州沒有現任皇帝，因此該短語沒有提及任何內容，因此該句子既不正確也不錯誤。
實用主義者的回應否認了這種直覺，而是說，根據羅素的分析，句子本身並不真實，但說出錯誤句子的行為向聽眾傳達了真實的信息。

### 唐納蘭
根據基斯唐納蘭的說法，我們可以透過兩種不同的方式使用明確的描述，例如“賓州現任皇帝是灰色的”，從而區分了明確描述的指稱使用和定語使用。他認為羅素和斯特勞森都犯了試圖分析脫離上下文的句子的錯誤。在不同的情況下使用同一個句子，我們可以表達不同的、不同的意思。
例如，假設史密斯被殘酷謀殺。當發現史密斯屍體的人說「史密斯的兇手瘋了」時，我們可以將其理解為「史密斯的兇手」這一明確描述的定語用法，並根據羅素的觀點來分析這句話。這是因為發現者可能會用同樣的措辭來斷言：“殺死史密斯的人都是瘋子。”現在考慮另一位發言者：假設瓊斯雖然無辜，但因謀殺史密斯而被捕，目前正在接受審判。當記者看到瓊斯在法庭外自言自語，並通過說“殺害史密斯的兇手瘋了”來描述她所看到的情況時，我們可以將其理解為明確描述的指稱用法，因為我們可以等效地將記者的斷言改寫為： “我看到那個自言自語的人，我相信他謀殺了史密斯，他瘋了。”在這種情況下，我們不應該接受羅素的分析正確地代表了記者的主張。根據羅素的分析，該句子應被理解為三個組成部分的結合的存在量化：
存在一個 x 使得：
x 謀殺了史密斯；
不存在y，y不等於x，因此y謀殺了史密斯；和
x 瘋了。
如果對記者斷言的分析是正確的，那麼既然瓊斯是無辜的，我們應該把她的意思理解為史密斯屍體發現者的意思，即謀殺史密斯的人都是瘋子。那麼我們應該認為她對瓊斯自言自語的觀察與她的主張的真實性無關。這顯然沒有抓到她的重點。
因此，同一句話「史密斯的兇手瘋了」在不同的上下文中可以用來表達完全不同的意思。因此，在某些上下文中，「現任賓州皇帝不是灰色的」是錯誤的，因為沒有人是現任賓州皇帝，而在某些上下文中，該句子是指說話者認為是現任皇帝的人。賓州皇帝的真假取決於偽裝者的頭髮。

### 克里普克
在《參考與存在》中， 索爾·克里普克 (Saul Kripke)認為，雖然唐納蘭正確地指出了該短語的兩種用法，但這並不意味著該短語在兩種含義之間存在歧義。例如，當記者發現她一直稱之為史密斯兇手的瓊斯並沒有謀殺史密斯時，她會承認她對這個名字的使用是不正確的。:422–423 : 422–423 克里普克捍衛羅素對明確描述的分析，並認為唐納蘭沒有充分地區分意義與使用，或者說話者的意義與句子意義。:295

### 其他
描述理論被認為是一種多餘且繁瑣的方法。理論聲稱「現任法國國王是禿頭」的意思是「至少一個人，而且只有一個人是現任法國國王，而此人是禿頭」。L. Susan Stebbing認為，如果「此」用作指稱，「此人是禿頭」在邏輯上已等同於這三個句子。因此，羅素的三個命題結合是不必要，因為一個命題已經足夠。
劉康指，羅素錯在以為所有句子都是真或者假。羅素不接受多值邏輯，令他無法為不可證實證偽的句子賦予適當邏輯值，引致思考律難題。劉康認為，遇到真假二值不適用，就應接受第三個邏輯值，即「不確定」或「未知」。
羅素的理論本質上只適用於特別單數，但難題的充分解決方案必須廣泛。William G. Lycan認為，羅素理論只涉及定冠詞“the”的主要用法，而未能處理複數用法或一般用法。羅素也沒有考慮單數指稱表達的前置用法。

## 延伸閱讀
- Russell, Bertrand. (1905). "On Denoting", Mind 14, pp. 479–493. Online text （页面存档备份，存于）
- 伯特兰·罗素. 逻辑与知识[M]. 苑莉均 译. 北京：商务印书馆. 1996：49-68
- D.J.O'Connor. 批评的西方哲学史[M]. 洪汉鼎 等译. 东方出版社. 2005：907-908
- 叶秀山、王树人. 西方哲学史学术版第八卷现代英美哲学（上）[M]. 南京：凤凰出版社. 2005：126-129